# Репкин, Аким Васильевич
Аким Васильевич Репкин (20 сентября 1914, с. Владимировка, Курская губерния — 11 мая 1989, Старый Оскол, Белгородская область) — младший сержант Рабоче-крестьянской Красной Армии, участник Великой Отечественной войны, Герой Советского Союза (1945).

## Биография
Аким Репкин родился 20 сентября 1914 года в селе Владимировка (ныне — Старооскольский городской округ Белгородской области). После окончания начальной школы работал в колхозе. В 1936—1938 годах проходил службу в Рабоче-крестьянской Красной Армии. Демобилизовавшись, проживал и работал в Благовещенске. В 1941 году Репкин повторно был призван в армию. С августа того же года — на фронтах Великой Отечественной войны.
К январю 1945 года младший сержант Аким Репкин командовал отделением 49-го моторизованного понтонно-мостового батальона 20-й моторизованной инженерной бригады 4-й танковой армии 1-го Украинского фронта. Отличился во время освобождения Польши. 26-27 января 1945 года отделение Репкина переправляло советские части через Одер в районе города Кёбен (ныне — Хобеня). Благодаря успешным действиям отделения Репкина был переправлен стрелковый батальон со всем вооружением и боеприпасами, который захватил плацдарм на западном берегу реки.
Указом Президиума Верховного Совета СССР от 10 апреля 1945 года младший сержант Аким Репкин был удостоен высокого звания Героя Советского Союза с вручением ордена Ленина и медали «Золотая Звезда».
После окончания войны Репкин был демобилизован. Проживал и работал в Старом Осколе. Умер 11 мая 1989 года.
Был также награждён орденами Отечественной войны 1-й степени и Красной Звезды, рядом медалей.